# Pendennis Castle (paquebot)
Pour les articles homonymes, voir Pendennis Castle.
Le Pendennis Castle est un paquebot construit en 1957 par les chantiers Harland & Wolff de Belfast pour la compagnie Union-Castle Line. Il est lancé le 14 novembre 1957 et mis en service le 1er janvier 1959 entre  Southampton et Durban via Las Palmas, Port Elizabeth, East London et Le Cap. En 1976, il est vendu à la compagnie Ocean Queen Navigation et devient l’Ocean Queen. Il est envoyé à Hong Kong où il doit être transformé en navire, mais le projet est abandonné et le navire reste désarmé et est remis en vente. En 1978, il est vendu à la compagnie Kinvarra Bay Shipping qui le nomme Sinbad I. Malgré tout, le navire reste désarmé au même endroit. En 1980, il est vendu à un chantier de démolition navale taïwanais. Il arrive à Kaohsiung le 16 avril 1980 et est détruit.

## Histoire

### Pendennis Castle
Le Pendennis Castle est un paquebot construit en 1957 par les chantiers Harland & Wolff de Belfast pour la compagnie Union-Castle Line. Il est lancé le 14 novembre 1957 et mis en service le 1er janvier 1959 entre  Southampton et Durban via Las Palmas, Port Elizabeth, East London et Le Cap.
En 1964, l’air conditionné est installé à bord de toutes les cabines de première classe.
En mai 1968, alors qu’il est amarré à Southampton, un incendie se déclare à bord, mais est maitrisé assez rapidement. le navire est ensuite envoyé aux chantiers de Belfast.

### Ocean Queen
En juin 1976, il est désarmé à Southampton, puis vendu à la compagnie Ocean Queen Navigation qui le rebaptise Ocean Queen. Il est envoyé à Hong Kong où il doit être transformé en navire, mais le projet est abandonné et le navire reste désarmé et est remis en vente.

### Sinbad I
En 1978, il est vendu à la compagnie Kinvarra Bay Shipping qui le nomme Sinbad I. Malgré tout, le navire reste désarmé au même endroit. En 1980, il est vendu à un chantier de démolition navale taïwanais. Il arrive à Kaohsiung le 16 avril 1980 et est détruit.